# Muzeum Miejskie „Dom Gerharta Hauptmanna”
Muzeum Miejskie „Dom Gerharta Hauptmanna” – muzeum mieszczące się w Jagniątkowie (dzielnicy Jeleniej Góry) w domu należącym do niemieckiego pisarza noblisty Gerharta Hauptmanna, zbudowanym w 1901 roku według projektu berlińskiego architekta Hansa Grisebacha.

## Charakterystyka

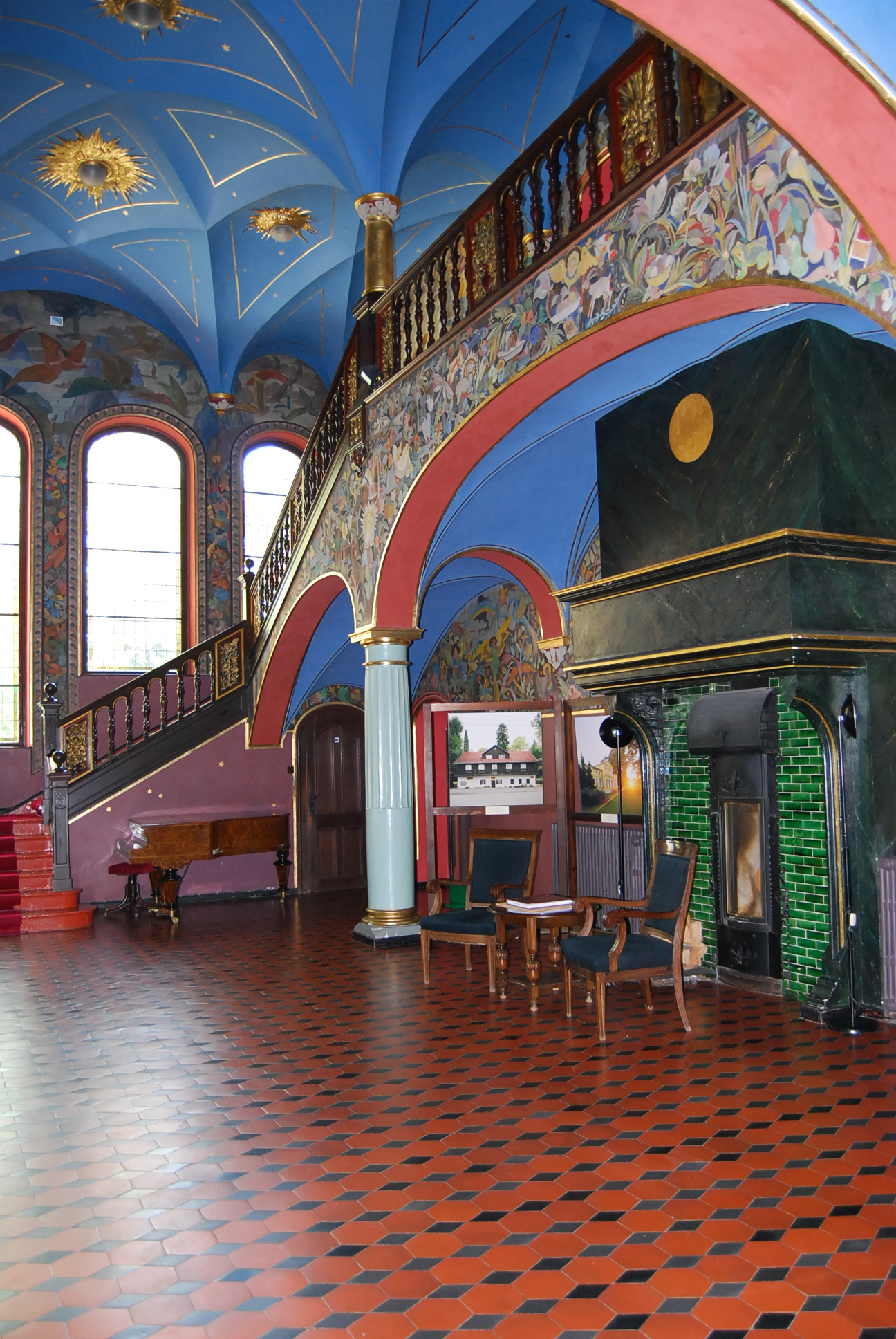
Wnętrze

Po II wojnie światowej były różne koncepcje wykorzystania tego miejsca. Do 1997 roku mieścił się w nim Ośrodek Wczasów Dziecięcych „Warszawianka”. Od 2005 roku, m.in. dzięki staraniom Tadeusza Mazowieckiego i Helmuta Kohla, miejsce to ma charakter czysto muzealny.
Statutowe cele muzeum to: kultywowanie wielokulturowego dziedzictwa Dolnego Śląska, przechowywanie i udostępnianie spuścizny Gerharta Hauptmanna oraz zbiorów związanych z kulturą i literaturą Śląska.
Na ekspozycję stałą składają się pamiątki związane z twórczością i życiem noblisty, m.in. jego sprzęty, listy, pierwsze wydania dzieł.